# Орлов, Борис Николаевич (писатель)
Бори́с Никола́евич Орло́в (7 августа 1925, Зауралово, Чебаркульский район — 1996) — советский прозаик и поэт, военный деятель. Участник Великой Отечественной войны. В Советской Армии в 1943—1950 годах. Капитан запаса.

## Биография
Родом из деревни Мельниково-Зауралово, переименованная в 1963 году в Зауралово.
Призван в Красную армию в мае 1943 года из Ямало-Ненецкого ОВК, Тюменская область. Окончил 2-е Ленинградское военное авиационное лётно-техническое училище. Совершил 147 боевых вылетов. Прошёл путь от младшего сержанта до капитана. Демобилизовался в 11.08.1950.
Окончил в 1956 году журфак МГУ.
Начинал как поэт. Позже стал писать романы.

## Сочинения
- На Поклонной горе: Лирика. — М, 1967;
- На переломе: Роман. — М., 1971;
- Осенним утром: Стихи. — М., 1981;
- Орлов Б. Н. Судьба — солдатская. (1963-67) / Гравюры на линолеуме художника Валерия Толстоногова. Оформление художника Михаила Шевцова. М.: Издательство «Современник», 1985

## Награды
- Орден Отечественной войны II степени. 17.01.1945[3]
- Орден Красной Звезды. Приказ подразделения №: 7/н от: 31.05.1944
- Издан: 306 шад 3 Украинского фронта[4].